# Curtiss Aeroplane and Motor Company
A Curtiss Aeroplane and Motor Company foi uma fabricante de aviões e motores Norte americana que abriu seu capital em 1916 tendo Glenn Hammond Curtiss como presidente. Durante as décadas de 1920 e 1930, ela foi a maior fabricante de aviões dos Estados Unidos. Depois que Curtiss saiu da empresa, ela se tornou a Curtiss-Wright Corporation.

## Histórico

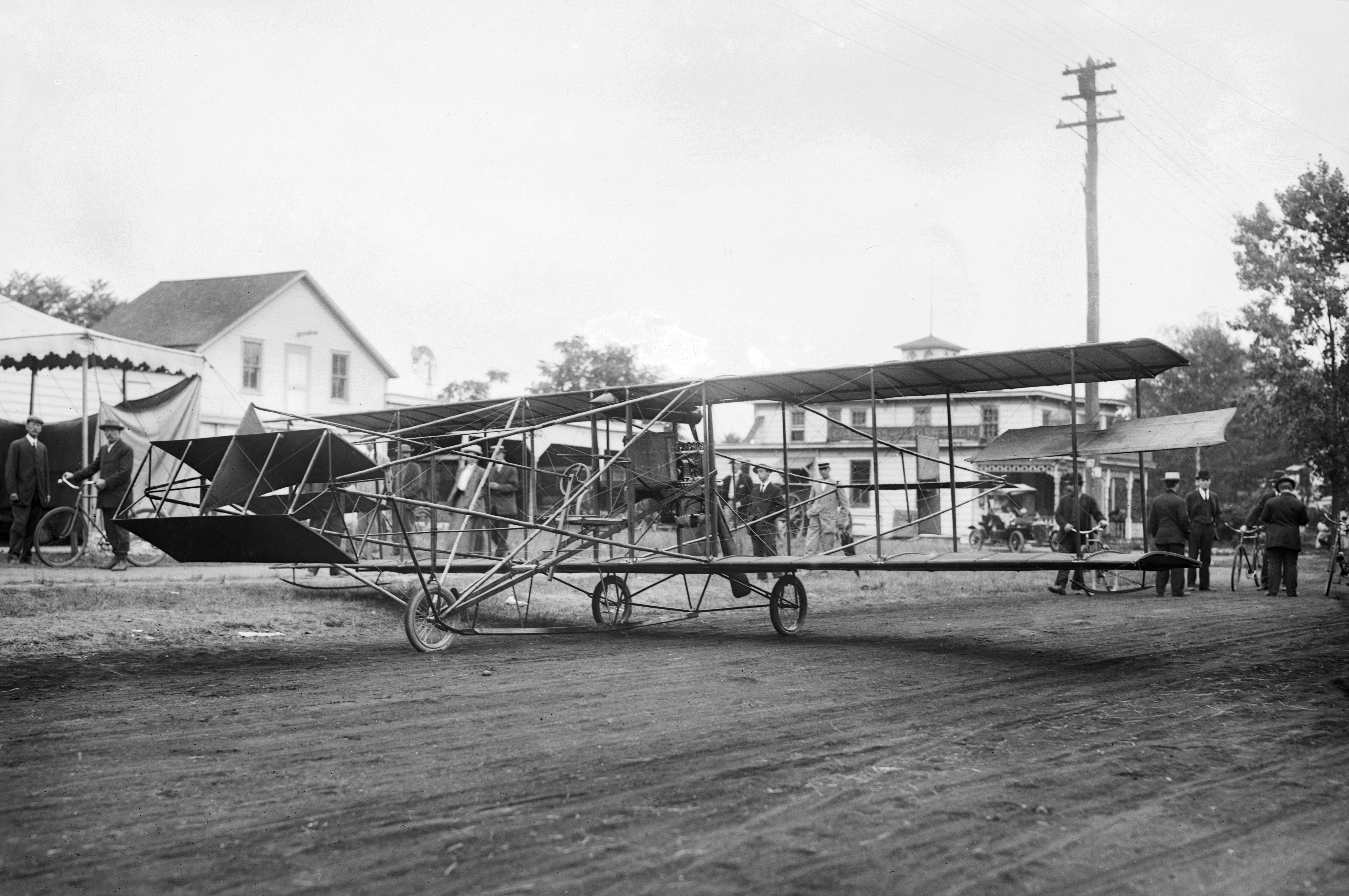
A "máquina voadora" Curtiss-Herring fotografada em Mineola, Nova Iorque.

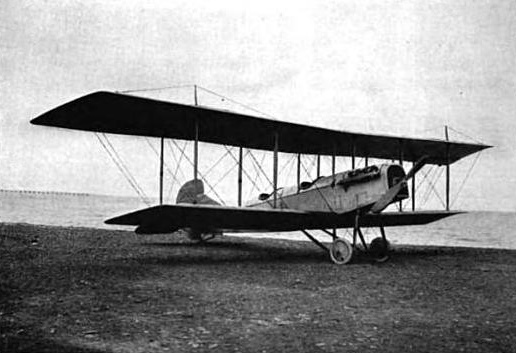
O biplano de reconhecimento Curtiss de 160 hp.

Em 1907, Glenn Curtiss foi "recrutado" pelo cientista Dr. Alexander Graham Bell, para ser um dos membros fundadores da Aerial Experiment Association (AEA), com o objetivo de ser uma organização de pesquisa e desenvolvimento aeronáutico. De acordo com Bell, ela era: "uma associação científica cooperativa, sem fins lucrativos, mas pelo amor à arte e fazer o que fosse possível para ajudar uns aos outros".
Em 1909, a AFA foi abandonada e Curtiss em 20 de março de 1909 criou a Herring-Curtiss Company com Augustus Moore Herring, que em 1910 foi rebatizada como Curtiss Aeroplane Company.
A Curtiss Aeroplane and Motor Company foi criada em 13 de janeiro de 1916 a partir da Curtiss Aeroplane Company de Hammondsport) e a Curtiss Motor Company de Bath, ambas de Nova Iorque. A Burgess Company de Marblehead, Massachusetts, tornou-se uma subsidiária em fevereiro de 1916.
Em 5 de julho de 1929, a Curtiss Aeroplane and Motor Company se tornou parte da Curtiss-Wright Corporation, junto com 11 outras afiliadas. Um dos últimos projetos da Curtiss Aeroplane, foi o ambicioso Curtiss-Bleecker SX-5-1 Helicopter, um desenho que previa hélices localizadas no centro de cada um dos rotores que acionavam o rotor principal. O projeto, apesar de caro e bem executado, foi um completo fracasso.

## Produtos

### Aviões
- Curtiss No. 1
- Curtiss No. 2
- Curtiss 18
- Curtiss Model 41 Lark
- Curtiss Model D
- Curtiss Model E
- Curtiss Model F
- Curtiss Model J
- Curtiss Model K
- Curtiss Model L
- Curtiss Model N
- Curtiss Model R
- Curtiss Model S
- Curtiss A-8
- Curtiss YA-10 Shrike
- Curtiss A-12 Shrike
- Curtiss XA-14
- Curtiss A-18 Shrike
- Curtiss AT-9
- Curtiss Autoplane
- Curtiss B-2 Condor
- Curtiss BF2C Goshawk
- Curtiss XBTC
- Curtiss XBT2C
- Curtiss C-1 Canada
- Curtiss C-46 Commando
- Curtiss CR
- Curtiss CS
- Curtiss CT
- Curtiss Carrier Pigeon
- Curtiss Cox Racer
- Curtiss Eagle
- Curtiss F6C Hawk
- Curtiss F7C Seahawk
- Curtiss F9C Sparrowhawk
- Curtiss F11C Goshawk
- Curtiss XF13C
- Curtiss XF14C
- Curtiss XF15C
- Curtiss Falcon
- Curtiss Fledgling
- Curtiss GS
- Curtiss H
- Curtiss HA
- Curtiss HS
- Curtiss JN-4
- Curtiss JN-6H
- Curtiss Kingbird
- Curtiss NC
- Curtiss XO-30
- Curtiss O-40 Raven
- Curtiss O-52 Owl
- Curtiss Oriole
- Curtiss P-1 Hawk
- Curtiss P-6 Hawk
- Curtiss XP-10
- Curtiss XP-18
- Curtiss XP-19
- Curtiss YP-20
- Curtiss XP-22 Hawk
- Curtiss XP-31 Swift
- Curtiss P-36 Hawk
- Curtiss P-40 Warhawk
  - Curtiss P-40 Warhawk variants
- Curtiss XP-46
- Curtiss XP-53
- Curtiss P-60
- Curtiss XP-62
- Curtiss XP-71
- Curtiss PN-1
- Curtiss R2C
- Curtiss R3C
- Curtiss Robin
- Curtiss SBC Helldiver
- Curtiss SB2C Helldiver
- Curtiss SOC Seagull
- Curtiss SO3C Seamew
- Curtiss XSB3C
- Curtiss SC Seahawk
- Curtiss T-32 Condor II
- Curtiss Tanager
- Curtiss Teal
- Curtiss Thrush
- Curtiss Twin JN
- Curtiss Wanamaker Triplane

### Outros tipos de aviões
- AEA June Bug
- Felixstowe F5L
- Naval Aircraft Factory TS
- Orenco D
- Pfitzner Flyer

### Motores de aviões
- Curtiss A-2 (engine)
- Curtiss OX-5
- Curtiss OXX
- Curtiss C-6
- Curtiss D-12 (Curtiss V-1150)
- Curtiss K-12
- Curtiss V-2
- Curtiss V-1570 Conqueror
- Curtiss H-1640 Chieftain
- Curtiss R-600 Challenger
- Curtiss R-1454

### Helicópteros
- Curtiss-Bleecker SX-5-1 Helicopter